# 草尾维达雀
，是雀形目维达雀科的一种鸟类。

## 特征
草尾维达雀体重约12.21克，翼长约67.3毫米，喙宽度约4.1毫米，喙厚度约5.9毫米，嘴峰长约10.2毫米，跗蹠长约14.5毫米，尾长约41.7毫米。
草尾维达雀是留鸟，栖息在灌木林，它们是植食性动物，主要以植物的种子或坚果为食。它们分布在南苏丹东南部、埃塞俄比亚、索马里、乌干达东北部、肯尼亚和坦桑尼亚。